# Puntius conchonius
El barbo rosy, barbo rosado o barbus roxy (Pethia conchonius) es una especie de peces de la familia de los Cyprinidae en el orden de los Cypriniformes.

## Morfología
Los machos pueden llegar alcanzar los 14 cm de longitud total.

## Hábitat
Es un pez de agua dulce con plantas varias y en montón.

## Distribución geográfica
Se encuentra en Afganistán, Pakistán, India, Nepal, Bangladés y Birmania.

## Acuario ideal
Son peces tropicales muchas plantas temperatura de 24 a 29 grados al ser de un tamaño relativamente pequeño 
se necesita 20 litros por ejemplar